# Casa Mappin & Webb

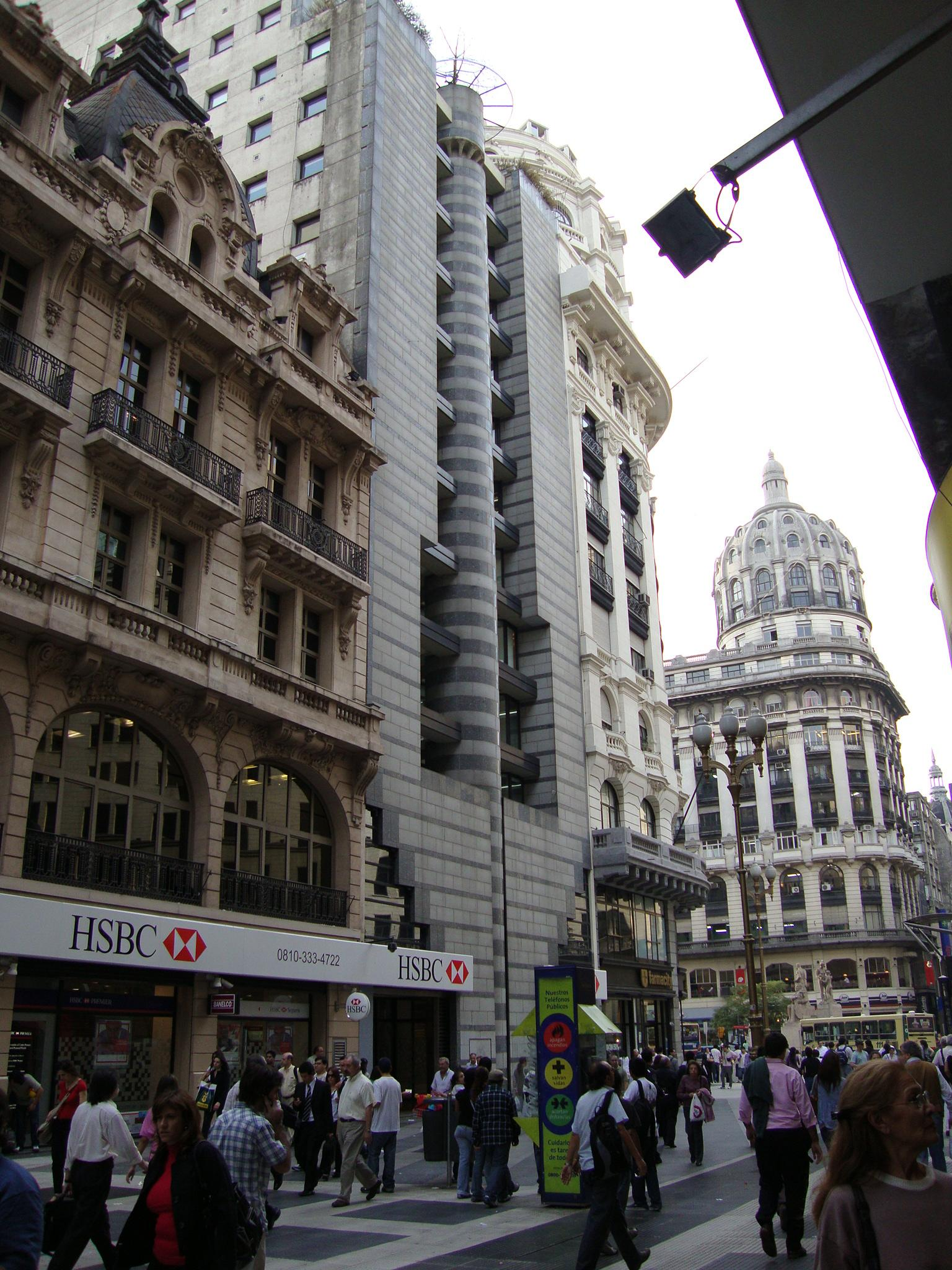
Junto al Edificio Florida 40

La Casa Mappin & Webb es un antiguo edificio construido para alojar la sucursal de la joyería Mappin & Webb en el barrio de San Nicolás, ciudad de Buenos Aires, Argentina. Luego fue adquirido por la Banca Nazionale del Lavoro, y actualmente es una sucursal del HSBC, también dueño del Edificio Florida 40, contiguo.
El edificio, de estilo academicista, fue proyectado en 1911, cuando la calle Florida era la principal calle aristocrática de Buenos Aires. A pocos metros se encontraba la Avenida de Mayo, terminada en 1894 y que nucleaba grandes tiendas, residencias, hoteles y oficinas, y aún no había sido abierta la Diagonal Norte.
Entre algunos de los objetos de lujo más importantes exhibidos por esta casa se encontraron la copa realizada en plata por William Bellchambers a pedido de Mappin & Webb en 1841, para que la reina Victoria obsequiara al club de yate Royal Yacht Squadron. Sin embargo, la reina eligió otro modelo, y finalmente el de Bellchambers terminó varios años después en la sucursal porteña, donde fue adquirido en 1940 para obsequiarse en la Copa Los Andes de golf.
Otro objeto relevante habría sido un collar de esmeraldas adquirido por Eva Duarte de Perón (Evita) en 1946.